# Бузолин, Иван Юрьевич
Иван Юрьевич Бузолин (род. 5 сентября 1983, Уват, Тюменская область) — российский легкоатлет, специалист по бегу на короткие дистанции. Выступал за сборную России по лёгкой атлетике в 2000-х годах, обладатель серебряной медали чемпионата Европы в помещении, победитель и призёр первенств всероссийского значения. Мастер спорта России международного класса. Тренер по лёгкой атлетике.

## Биография
Иван Бузолин родился 5 сентября 1983 года в селе Уват Тюменской области. Окончил Тюменский государственный нефтегазовый университет.
Занимался лёгкой атлетикой од руководством тренеров А. А. Крауса и В. Н. Коновалова, выступал за Тюменскую и позднее Свердловскую области, всероссийское физкультурно-спортивное общество «Динамо».
Впервые заявил о себе на взрослом всероссийском уровне в сезоне 2005 года, когда на зимнем чемпионате России в Волгограде с командой Тюменской области одержал победу в программе эстафеты 4 × 200 метров. Попав в состав российской национальной сборной, выступил на молодёжном европейском первенстве в Эрфурте, где в эстафете 4 × 400 метров занял седьмое место.
В 2006 году выиграл серебряную медаль в эстафете 4 × 200 метров на зимнем чемпионате России в Москве, с командой Свердловской области победил в эстафете 4 × 400 метров на летнем чемпионате России в Туле, был третьим в беге на 400 метров на Кубке России в Туле. Благодаря череде удачных выступлений удостоился права защищать честь страны на чемпионате Европы в Гётеборге, где стартовал на предварительном квалификационном этапе эстафеты 4 × 400 метров — в итоге российские спринтеры показали в финале седьмой результат.
В 2007 году на чемпионате Европы в помещении в Бирмингеме дошёл до стадии полуфиналов в индивидуальном беге на 400 метров, тогда как в эстафете 4 × 400 метров вместе с соотечественниками Владиславом Фроловым, Максимом Дылдиным и Артёмом Сергеенковым завоевал серебряную награду. Изначально россияне финишировали третьими позади Германии и Великобритании, однако немецкую команду дисквалифицировали за толчок лидировавшего российского бегуна Артёма Сергеенкова, который из-за этого потерял равновесие и утратил свою лидирующую позицию.
В 2008 году Бузолин выиграл эстафету 4 × 200 метров на зимнем чемпионате России в Москве, однако из-за допинговой дисквалификации Андрея Рудницкого свердловская команда лишилась первого места. На чемпионате мира в помещении в Валенсии бежал на предварительном квалификационном этапе эстафеты 4 × 400 метров, при этом в финале россияне стали шестыми. Также в этом сезоне занял шестое место на Кубке Европы в Анси. Находился в составе олимпийской сборной России, отправившейся на Олимпийские игры в Пекин, хотя выйти здесь на страт ему не довелось. По окончании этого сезона Юрий Бузолин завершил спортивную карьеру.
За выдающиеся спортивные достижения удостоен почётного звания «Мастер спорта России международного класса».
Впоследствии работал тренером по лёгкой атлетике, отвечал за подготовку спринтеров в сборной России.
С 2010 года женат на титулованной российской бегунье Юлии Гущиной. Есть сын.